# Emil Loeby
Emil Loeby (ur. 1 lipca 1892? , zm. ?) – czechosłowacki trener.
Na początku lat 30. XX wieku przyjechał do Polski i objął funkcję pierwszego trenera Łódzkiego Klubu Sportowego, który doprowadził do 4. miejsca w rozgrywkach ligowych w 1932 (najlepszy ligowy wynik łodzian przed II wojną światową). Po zakończeniu sezonu wyjechał z „Kominogrodu” i ślad o nim zaginął.